# Porthesaroa
Porthesaroa é um gênero de traça pertencente à família Arctiidae.